# 엘런 글래스고
엘런 앤더슨 골슨 글래스고(―賞, Ellen Anderson Gholson Glasgow)(1873년 4월 22일 ~ 1945년 11월 21일)는 퓰리처상을 수상한 미국 소설가이며, 리치먼드에서 태어났다. 그녀는 그녀의 나이 24살 때 1897년 소설 ‘후예들’을 첫 출간하였다. 이 소설을 시작으로 글래스고는 20여권의 소설과, 시집, 단편소설, 문학비평서 등을 집필하였다.

Ellen Glasgow, 1906

## 생애
그녀는 버지니아주의 귀족집안에서 태어났으며, 어린 시절 글래스고는 여성에게 틀에 박힌 진부한 관습에 불만을 가졌으며, 폐쇄적 사회제도를 입증할 수 있는 방법을 모색했다. 그녀는 병약하여 집에서 교육을 받았다. 글래스고의 아버지는 남부의 유명한 트레데가 철강 공장의 경영자였으며, 글래스고는 아버지가 독선적이며, 잔혹하다고 느꼈다. 그럼에도 그녀의 작품 속 인상 깊은 캐릭터들 중 몇몇은 스코틀랜드 칼빈주의자인 아버지의 모습을 반영했다. 그녀의 어머니는 버지니아 귀족제도 속 여성이며, 10명의 자식을 낳은 뒤 신경쇠약으로 사망했다. 그리고 글래스고 또한 그녀의 어머니와 같은 병인 신경쇠약으로 사망했다.
1900년대 미국에서 ‘여성의 선거권’이 이슈화될 때, 글래스고는 1909년 봄에 여성의 선거권 운동 행렬에 참여했다. 그리고 후에 버지니아에서 처음 열린 선거권 회의에 참가했다. 하지만 글래스고는 그 운동의 시작이 잘못되었다고 느끼고 그녀의 관심도 점점 사라졌다. 글래스고가 그녀의 주요 저서에서 여성의 역할에 대해 처음 쓴 것은 아니었지만, 그녀는 그녀의 소설에 여자 주인공들을 많이 두었다. 그러나 후의 그녀의 작품들 속 여자주인공들은 이 여성 선거권 운동에 개입되어 많은 특징을 보여주었다.
인기 있는 소설가인 글래스고는 5번이나 베스트셀러 목록에 올랐다. 1942년에 그녀는 영향력이 줄어들고 있었지만 마지막으로 쓴 책‘우리들의 생애에’로 퓰리처 상을 수상했다. 그녀의 예술적 감각은 1931년에 최고조였으며, 그녀는 버지니아 대학교에 남부 작가 회의에서 의장이 되었다. 글래스고는 버지니아 리치먼드 공동묘지에 잠들었다.

## 작품
글래스고의 지성은 픽션을 쓰기에 충분한 창의적인 힘을 주었다. 그녀의 작품 틀은 버지니아의 사회적 역사에서 구상해온 것이다. 그녀는 소설에서 주로 진보와 보수, 물질과 정신, 개인과 사회의 갈등을 다루었다. 리얼리즘의 기법과 아이러니를 사용했으며, 이는 남부 픽션에 감성적인 이야기 전개에 새로운 힘을 불어넣었다. 그녀의 가난한 백인 남자 주인공과, 여자주인공을 통해 그녀는 민주주의적인 가치를 도입했다. 이는 당시 작가 마크 트웨인을 비롯 남부 소설에서는 찾아 볼 수 없는 주제였다. 지적이고 창의적인 삶을 시작으로, 그녀는 빅토리아조 풍의 여성의 사회적 태도를 거부하고 비판했다.
글래스고의 첫 번째 소설, '후예들(1897)'은 비밀리에 썼으며 작가 불명으로 출판됐다. 그녀는 1893년 어머니의 죽음 이후 원고의 일부를 없앴으며, 이러한 혼란 시기는 뒤 이은 그녀의 법적 남동생의 죽음과 정신적 지주였던 조지 맥코낙의 죽음까지 이어졌다. 그녀의 비통한 심적 고통은 1895년에 완성한 소설까지 계속되었다. 비록 작가 불명으로 출판되었지만, 소설의 저자 글래스고는 그 이후 알려지게 되었으며, 그녀의 두 번째 소설 ‘내행성의 현상’(1898)에선 ‘by. 엘렌 글래스고, 후예들의 저자’라고 발표했다.

## 참고 문헌
- 이 문서에는 다음커뮤니케이션(현 카카오)에서 GFDL 또는 CC-SA 라이선스로 배포한 글로벌 세계대백과사전의 내용을 기초로 작성된 글이 포함되어 있습니다.